# Mesochorus convexus
Mesochorus convexus är en stekelart som beskrevs av Dasch 1974. Mesochorus convexus ingår i släktet Mesochorus och familjen brokparasitsteklar. Inga underarter finns listade i Catalogue of Life.